# Umberto Pinardi
Pour les articles homonymes, voir Pinardi.
Umberto Pinardi (né le 22 mai 1928 à Parme en Émilie-Romagne et mort le 21 juin 2025) est un joueur et entraîneur de football italien, qui évoluait en tant que milieu de terrain ou défenseur.
Au cours de sa carrière de joueur, Pinardi a évolué avec les clubs de Dop. Ceretti e Tanfani, de Gallaratese, de Côme, de la Juventus (il y dispute son premier match le 11 octobre 1953 lors d'un succès 1-0 sur la Sampdoria), de l'Udinese et de la Lazio.
Au cours de sa carrière d'entraîneur, Pinardi a pris les rênes des clubs de Massese, de Pise, de l'Udinese, de Ternana, de Palerme, de Brescia, du SPAL, de Modène, de Tarente et de Cavese.

## Palmarès
| Juventus - Championnat d'Italie : - Vice-champion : 1952-53 et 1953-54. |  | Lazio - Coupe d'Italie (1) : - Vainqueur : 1957-58. |